# Betaxolol
Betaxololul este un medicament din clasa beta-blocantelor, fiind utilizat în tratamentul hipertensiunii arteriale și al glaucomului.
Molecula a fost patentată în 1975 și a fost aprobată pentru uz medical în anul 1983.

## Utilizări medicale
Betaxololul este utilizat:
- oral - în tratamentul hipertensiunii arteriale și în profilaxia crizelor de angină pectorală de efort[10]
- oftalmic - în tratamentul glaucomului